# Замоскворіччя (район Москви)

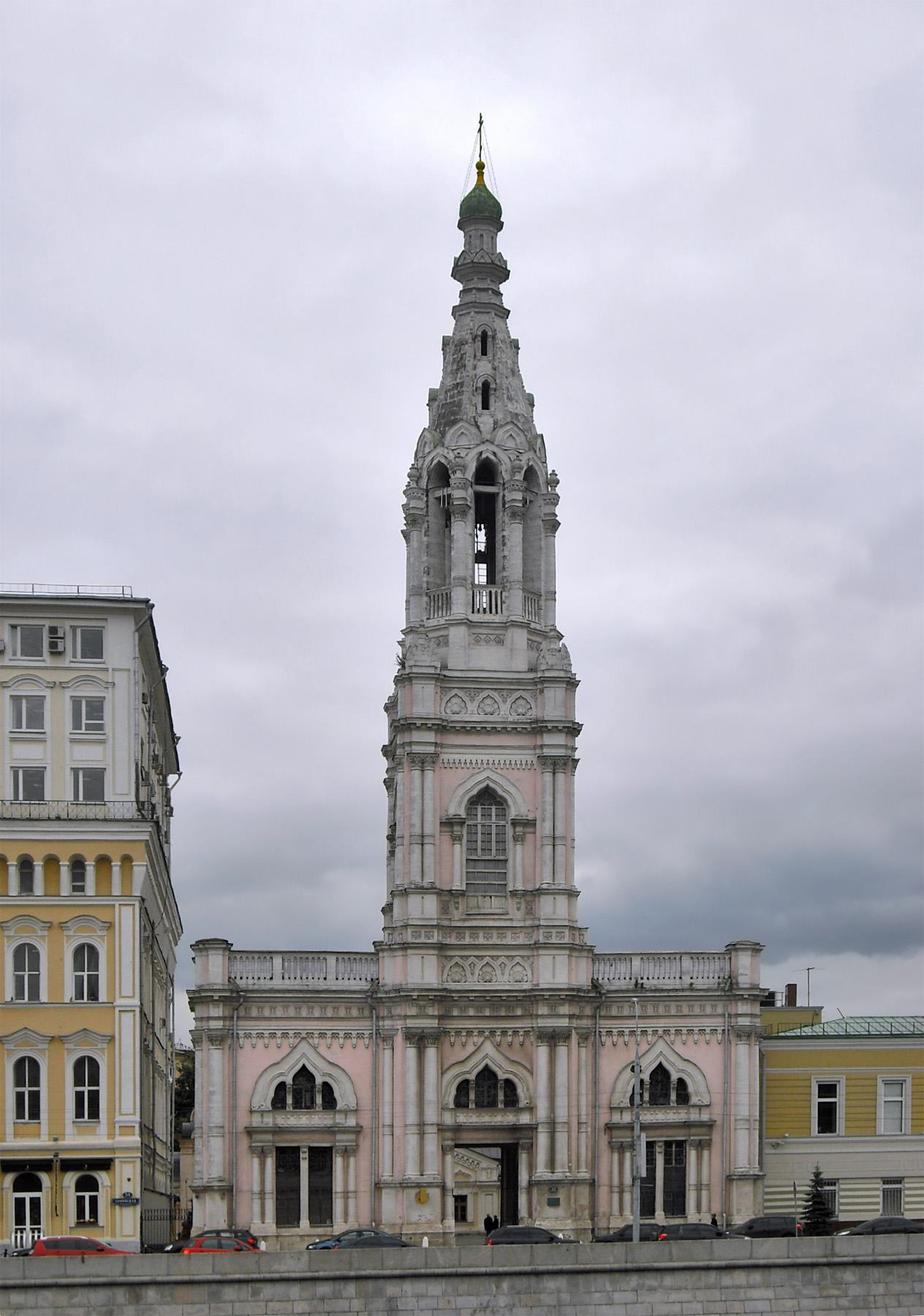
Храм Софії Премудрості в Замоскворіччі

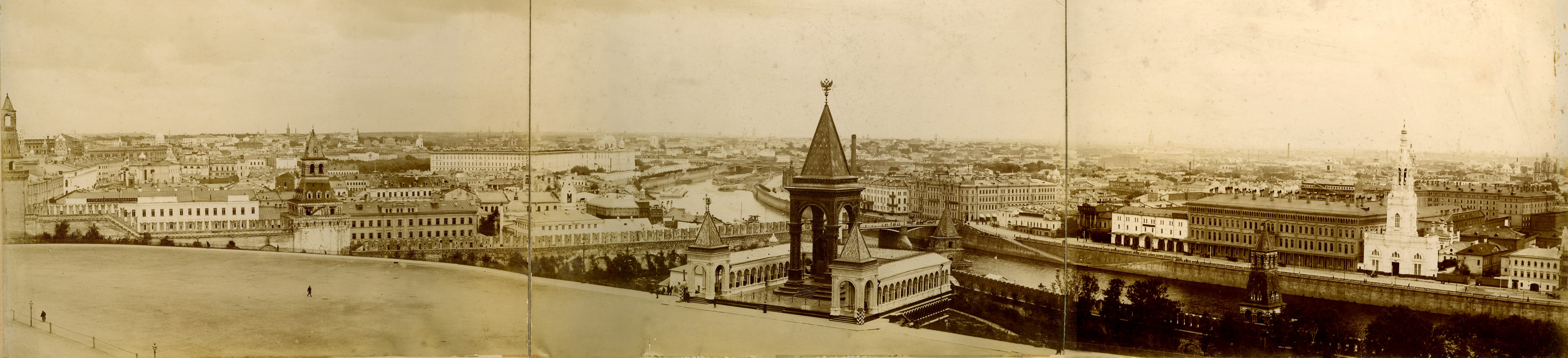
Замоскворіччя на панорамі Москви 1901 року

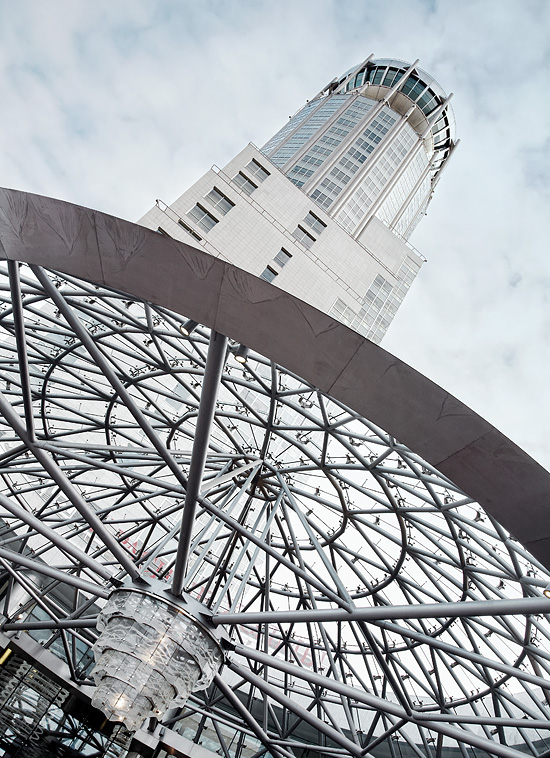
П'ятизірковий готель «Swissôtel Красні холми»

Замоскворі́ччя (рос. Замоскворечье) — район і муніципальне утворення в Центральному адміністративному окрузі Москви (Росія), розташовані в закруті річки Москви, на правому її березі, на південь від Кремля.
Населення — 57 012 чол. (2015). Територія 432 га. Межі району проходять по вулицях Балчуг, Великій Ординці, Серпуховській площі, вулицями Митній і Павла Андреєва, 1-му Щипковському провулку, Жукову проїзду, Лєтниковській і Кожевницькій вулицях, а також Раушській, Космодаміанській і Шлюзовій набережних.
В районі Замоскворіччя розташовані станції метро «Новокузнецька», «Третьяковська», «Павелецька», «Добринінська», «Серпуховська».
Історичне Замоскворіччя знаходиться між Москвою-рікою і південною частиною Садового кільця (вулиці Кримський Вал, Валова, Зацепського Вал) і управляється районом «Замоскворіччя» (східна частина) і районом «Якиманка» (західна частина); межа двох районів проходить по Балчуг і Великій Ординці.

## Історія
Перша документальна згадка про московську місцевість під назвою Заріччя відноситься до 1365 року. Згодом тут розташовувалися слободи стрільців, овчинників, ковалів, шкіряників, тлумачів, що відбилося в топоніміці району (Новокузнецька вулиця, Кожевницька вулиця, Старий Толмачевський провулок). У період домінування Золотої Орди зібрану в Москві данину везли з Кремля в Орду по дорозі, яка зараз носить назву «вулиця Велика Ординка».
У Замоскворіччі розташовувалася Татарська слобода, що знайшло своє відображення в назвах вулиць.
Життя Замоскворіччя істотно змінилася за царювання Петра I: в районі оселилися купецькі сім'ї, такі як Шмельови, утворилися великі дворянські садиби. О. М. Островський — «співак Замоскворіччя».